# من الباندا والناس (كتاب)
من الباندا والناس: المسالة الرئيسية بخصوص الاصل البيولوجي (بالإنجليزية: Of Pandas and People: The Central Question of Biological Origins)‏ هو كتاب مدرسي مثير للجدل اصدر عام 1989 كتبه برسيفال ديفيس ودين كينون نشرت من قبل مؤسسة للفكر والأخلاق، ويتبنى الكتاب فكرة التصميم الذكي التي تقول بان الحياة والكون تطورت بارشاد مصمم ذكي، ويعرض الكتاب مختلف الحجج الجدلية ضد نظرية التطور.
وتم إصدار الطبعة الثالثة للكتاب في عام 2007 تحت اسم تصميم الحياة: استكشاف علامات الذكاء في الانظمة البيولوجية.

## تصميم الحياة
كتاب تصميم الحياة (بالإنجليزية: The Design of Life)‏ من تأليف ويليام أ ديمبسكي وجوناثون ويلز هو اسم الطبعة الثالثة من كتاب من الباندا والناس ويعد هذا الكتاب من أحدث وأقوى ما كتب في الانتقاد العلمي لنظرية التطور التدريجي العشوائي ومنها كتاب نظرية التطور: نظرية مأزومة.

### الكتاب في الأوساط الأكاديمية
يقول الدكتور مايكل بيهي، أستاذ الكيمياء الحيوية، جامعة ليهاي:
يعلق الدكتور دين ح. كينيان، أستاذ كرسي في علم الأحياء، جامعة ولاية سان فرانسيسكو:
يقول الدكتور ويليم س. هاريس، أستاذ باحث، كلية طب سانفورد، جامعة داكوتا الجنوبية:
يعلق مايكل ريوز، أستاذ الفلسفة، جامعة ولاية فلوريدا وهو دارويني ملحد - عن كتاب آخر لـديمبسي: